# Братья Блум
«Братья Блум» (англ. The Brothers Bloom) — американская криминальная комедия 2008 года режиссёра Райана Джонсона с Эдриеном Броуди, Марком Руффало, Рэйчел Вайс, Робби Колтрейном, Ринко Кикути в ролях.

## Сюжет
Братья Стивен (Марк Руффало) и Блум (Эдриен Броуди) — авантюристы международного масштаба. За многие годы совместной работы они в совершенстве освоили искусство ненасильственного отъёма денег у миллионеров.
Братья Блум считают, что лучшая афера та, в которой все участники получают то, что хотели. Они разрабатывают многоходовые планы каждой новой аферы, в которые обязательно привлекают участников таким образом, чтобы при любой концовке каждый участник, включая жертву, получил то, что хотел.
Втянув в новую аферу богатую эксцентричную наследницу (Рэйчел Вайс), троица пускается в невероятное путешествие от Мехико до Санкт-Петербурга…

## В ролях
- Рэйчел Вайс — Пенелопа Стэмп
- Эдриен Броуди — Блум
- Марк Руффало — Стивен
- Ринко Кикути — Бэнг-Бэнг
- Робби Колтрейн — Куратор
- Максимилиан Шелл — Бриллиантовый Пёс
- Ноа Сеган — Дюк
- Рикки Джей — рассказчик

## Выпуск фильма
Съёмка фильма началась в Ульцине, Черногория 19 марта 2007 года. Помимо Черногории, фильм снимался в Сербии, Румынии, Чехии. Премьера состоялась на Кинофестивале в Торонто 9 сентября 2008 года. В прокат в США картина вышла 15 мая 2009 года, в России — 8 октября 2009 года.

## Интересные факты
Три главных персонажа основаны на героях романа Джеймса Джойса «Улисс» (который в свою очередь связан с поэмой Гомера «Одиссея»):
- Стивен — Стивен Дедал
- Блум — Леопольд Блум
- Пенелопа — Пенелопа, жена Леопольда Блума